# Цона Артиђанале Ази (Бари)
Цона Артиђанале Ази (итал. Zona Artigianale Asi) је насеље у Италији у округу Бари, региону Апулија.
Према процени из 2011. у насељу је живело 8 становника. Насеље се налази на надморској висини од 92 м.